# Heteropoda rundle
Heteropoda rundle là một loài nhện trong họ Sparassidae.
Loài này thuộc chi Heteropoda. Heteropoda rundle được Hugh Davies miêu tả năm 1994.